# Allenby Chilton
Pour les articles homonymes, voir Chilton.
Allenby Chilton, né le 16 septembre 1918 à Sunderland (Angleterre), mort le 15 juin 1996, était footballeur anglais, qui évoluait au poste de milieu de terrain à Manchester United et en équipe d'Angleterre.
Chilton n'a marqué aucun but lors de ses deux sélections avec l'équipe d'Angleterre entre 1950 et 1951.

## Carrière de joueur
- 1938 : Liverpool
- 1938-1955 : Manchester United
- 1955-1956 : Grimsby Town

## Palmarès

### En équipe nationale
- 2 sélections et 0 but avec l'équipe d'Angleterre entre 1950 et 1951.

### Avec Manchester United
- Vainqueur du Championnat d'Angleterre de football en 1955.
- Vainqueur de la Coupe d'Angleterre de football en 1948.
- Vainqueur du Charity Shield en 1952.

### Avec Grimsby Town
- Vainqueur du Championnat d'Angleterre de football D3 Nord en 1956.

## Carrière d'entraîneur
- 1955-1959 : Grimsby Town
- 1960-1961 : Wigan Athletic
- 1962-1963 : Hartlepools United